# Юзмацьке водосховище
Юзма́цьке водосховище (крим. Uzamaq yapma gölü), також Ленінське водосховище — водосховище наливного типу Північнокримського каналу на території Керченського півострова. Утворене на р. Самарлі у с. Полтавське, Керченського району в Криму. Заповнене у 1948 році. Об'єм — 3,79 млн м³. Висота над рівнем моря — 38 м.

## Опис
Водосховище використовується для орошення та подачі води в Ленінську і Фронтову системи водопостачання, а також підживлення Сокальського групового водопроводу. Водосховище наливного типу, основне джерело заповнення — Північнокримський канал. Має в довжину — 1,93 км, в ширину — 1,2 км. Площа дзеркала — 2,01 км². Середня глибина — 3,8 м, найбільша — 8 м. Об'єм водосховища — 3,79 млн м³. Рівень «мертвого» об'єму — 0,69 млн км². Корисна водовіддача — 3,01 млн м³.

## Історія
Село Полтавське, яке розкинулося на березі Самарлі, у північних схилів Парпачського хребта потопало в зелені. Водне питання, завдяки багатоводній, за тутешніми мірками, річці вирішувалося найкращим чином. Коло села, з лівого берега, річка приймає балку Чалтаірську — довжиною 9 км. Тут же в балку праворуч впадає Мамацька балка. У місці прориву Чалтаірською балкою Парпачського хребта утворилося урочище Юзмак.
Тому саме тут в районі Юзмацького урочища ще в 1937 році розгорнули будівництво водосховища, з якого вода по 18-ти кілометровому трубопроводу повинна була надходити в населений пункт при залізничній станції Сім Колодязів. При станції планували створити агрогород, на що держава виділила понад 7 млн руб. Будівництво оголосили обласним, комсомольським. Далекосяжним планам завадили військові дії. Після закінчення війни будівництво водосховища методом народного будівництва відновилося і в 1948 році водосховище об'ємом 3,79 млн м³ стало до ладу.
В кінці 60-х років було прийнято рішення про реконструкцію водосховища. Згідно з результатами картування, норма кліматичного стоку р. Самарлі становила 10 мм, що при площі водозбору в 267 км² забезпечує середній багаторічний об'єм 2,67 млн м³. Зрозуміло, що р. Самарлі не могла забезпечити наповнення цього водосховища, особливо у маловодні 60-ті роки. Проект реконструкції з підключенням водосховища до Північнокримського каналу був підготовлений Кримською філією «Укрдіпроводгосп». В 1971 року його підключено до Північнокримського каналу. Заповнення водосховища почалося в серпні 1972 року. Водосховище стало називатися Ленінським.
У 1993 році за проектом Кримської філії інституту «Укрдіпроводгосп» ще раз була проведена реконструкція водосховища з нарощуванням висоти греблі.
До 2014 року до 85 % прісної води в Крим подавалося по Північнокримському каналу, який з'єднує русло Дніпра з півостровом. Проте після окупації Україна перекрила його. Цьогорічні осінь та зима були скупі на опади, тож зараз водосховища Криму заповнені лише на третину. Йдеться, не про питну воду, якої нібито має вистачити, а технічну, яку використовують, наприклад, у сільському господарстві або на військових базах. З 2014 року російська окупаційна влада не знайшла способу, як забезпечити півострів водою. Проєкти з опріснення морської води, очищення стічних вод, будівництва водоводу з Росії по дну Чорного моря і постачання води мостом через Керченську протоку залишилися нереалізованими.

## Гідровузол
Висота кам'яної греблі з четвертинних плит сягає 10 м; довжина — 250 м; ширина по гребеню — 4 м. Довжина берегової лінії — 5,9 км. Водозабірні споруди водосховища складають: шахтну водозабірну вежу з двома водоприймальними вікнами на позначці мертвого об'єму, обладнаними металевими щитами, стаціонарними підйомниками. Залізобетонний водоскид берегового типу складається з підводного каналу, водозливу, відвідного каналу довжиною 85 м і пропускною спроможністю 38 м³/с. Сифонний водозабір в дві нитки (нижній сталевий трубопровід діаметром 820 мм, довжиною 84,8 м і верхній з таким же діаметром, і довжиною 67,5 м.).